# Grande Fraternidade Universal

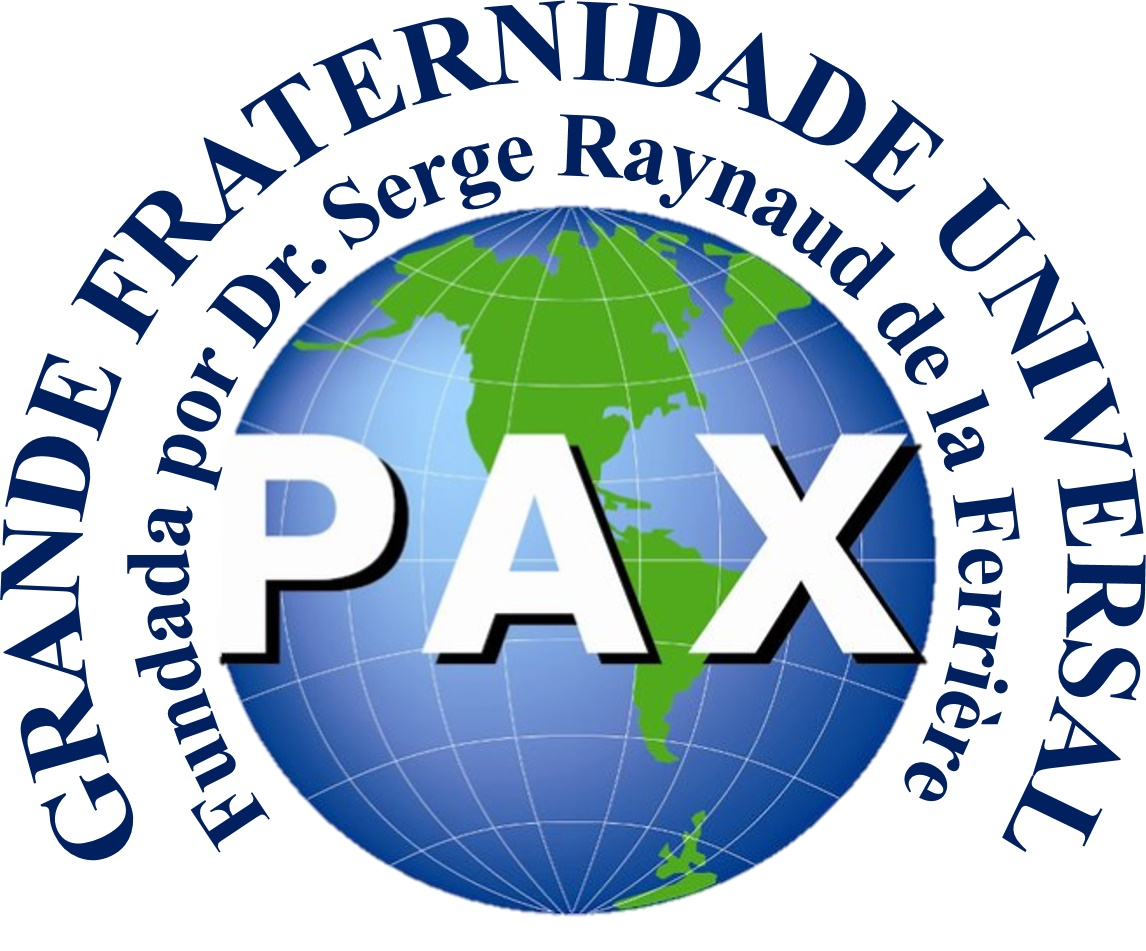
Grande Fraternidade Universal Fundada por Dr. Serge Raynaud de la Ferrière

A Grande Fraternidade Universal (ou G.F.U.,  e seu veículo A Missão da Ordem de Aquarius") é uma organização não governamental filosófica com ramificações em mais de 22 países fundada pelo filósofo francês Serge Raynaud de la Ferrière em 18 de janeiro de 1948.
Segundo ela própria:
| “ | atua no bem-estar social com escolas para crianças, campanhas de alfabetização, creches, bibliotecas, atenção aos presos, ligas femininas de assistência social, clubes desportivos ecológicos (infantis e adultos), atos recreativos, teatrais, artísticos, grupos de apoio a flagelados, colônias para idealistas, colégios iniciáticos, santuários para místicos, templos para meditação, ensinamentos sobre religiões comparadas, ciências, arte, filosofia, metafísica, esoterismo, psicologia etc. | ” |

A organização se auto-denomina não-sectária e apolítica. É inscrita na ONU como uma organização não governamental e tem um pedido de inscrição (ainda não validado) na UNESCO por ter colaborado com programas educativos. A G.F.U. possui 22 "estatutos universais" que podem ser encontrados em.

## Origem
Em 12 de novembro de 1947, Serge Raynaud de la Ferrière e sua esposa Louise Baudin partiram do porto Le Havre, na França, no navio Oregon, rumo a Nova Iorque. Na realidade, o destino final sonhado era o Peru, mas eles nunca chegaram até lá. Após uma curta estadia nos Estados Unidos da América, com passagem pelo Panamá, chegaram à Guatemala no dia 2 de dezembro de 1947, onde foram hospedados pelo irmão de Louise. Depois de um período de palestras e passeios turísticos, embarcaram para a Venezuela, aonde chegaram no dia 17 de janeiro de 1948.
O casal Marcel e Denise E. que acompanharia o casal acima, havia chegado anteriormente à Venezuela num barco italiano e havia informado à imprensa sobre a chegada de Serge e sua esposa.
A Grande Fraternidade Universal foi inspirada, em parte, pelas atividades da "Union Spirituelle Universelle" (U.S.U.), um congresso permanente dos povos livres unidos, com o qual Serge Raynaud teve contato antes de viajar às Américas, organizado pelo Maha Chohan Kout Houmi Lal Singh, também chamado Cherenzi Lind. Este polêmico personagem, que se fez passar por um nobre monge tibetano, foi desmascarado pelo professor Giuseppe Tucci, da Universidade de Roma. Acabou sendo revelado que ele era um cidadão cubano a serviço da URSS.
Serge Raynaud também se inspirou em Lanza del Vasto, cuja filosofia se afinava com os preceitos de Gandhi.

## Ramificações
O fundador deixou quatro discípulos emblemáticos: José Manuel Estrada, Alfonso Gil Colmenares, Juán Víctor Mejías e David Ferriz Olivares. O movimento acabou se pulverizando em várias ramificações, sendo que as principais estão ilustradas na tabela abaixo:
A Grande Fraternidade Universal, fundada por Serge Raynaud de la Ferrière (1916-1962) e suas ramificações:
| Jose Manuel Estrada GFU Linha Solar (México, 1967)                             | Juan Victor Mejías Alfonso Gil Colmenares Gran Fraternidad Universal (Caracas, 1948) | David Ferriz Olivares Magna Fraternitas Universales (Lima, 1990)  |
| GFU Linha Solar – Redgfu (México):José Marchelli Noli e seus discípulos        | Discípulos: Sergio Gil, Sergio Utchitel, Vicente Robles, Gazi Baik                   | Magna Fraternitas Universalis:José Miguel Esborronda              |
| GFU Colégio Solar del Sur (Chile):José Rafael Estrada Valero e discípulos      |                                                                                      | Asociación Mundial del Saber / FISSFlorencio Vasquez e discípulos |
| MAIS (Mancomunidad de la América India Solar, México):Domingo Dias Porta       |                                                                                      | Bureau Cultural Mundial:Felipe Guevara e discípulos               |
| Colegio Iniciático La Ferrière (México):Luis Murguía                           |                                                                                      | Grupo de Tobías de Jesús Acosta                                   |
| AGFU (Augusta Gran Fraternidad Universal, Venezuela):Pedro Enciso e discípulos |                                                                                      | Grupo de Pablo Elías Gómez                                        |
|                                                                                |                                                                                      | Fundación Serge Raynaud de la Ferrière:Esteban Amaro e discípulos |
|                                                                                |                                                                                      | Instituto de Yoguismo y Disciplinas Cuerpo Mente:Luis Hu          |

## Referência bibliográfica
- González, O. La Aurora de Una Nueva Era.  Ed. GFU, Caracas; 1972
- Álvarez, A. El Maestre – Cronobiografia. México, D.F; 1988
- Alcalde. C. L.  Movimientos Religiosos Libres. Lima; 1988
- Raynaud, L.B. de. Los Falsos Maestros, Mi Vida con SRF. Caracas; 1991
- Torres. C.  El Maestre. Ed. Moreno-Troya. Guayaquil; 2006
- «Serge Raynaud de La Ferrière» (em espanhol)
- «Estadão: Juiz manda ONG pagar R$ 200 mil por uso indevido de marca»